# Canon RF 135mm f/1.8L IS USM
El Canon RF 135mm f/1.8L IS USM és un teleobjectiu fix de la sèrie L amb muntura Canon RF.
Aquest, va ser anunciat per Canon el 2 de novembre de 2022, amb un preu de venda suggerit d'uns 2.900€.
Aquest objectiu s'utilitza sobretot per fotografia de retrat.

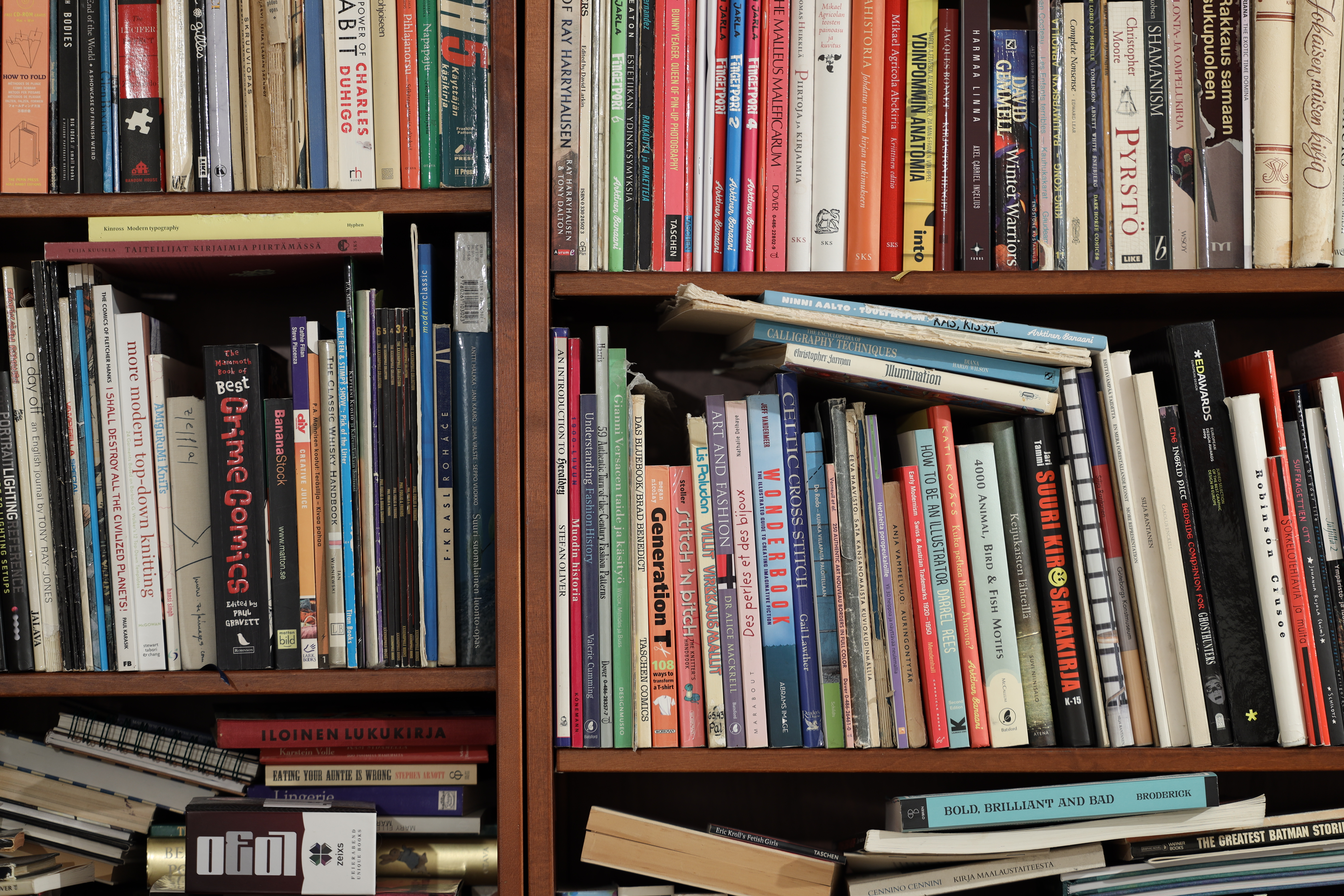
Llibres fotografiats amb el Canon RF 135mm f/1.8L IS USM

## Característiques
Les seves característiques més destacades són:
- Distància focal: 135mm
- Obertura: f/1.8 - 22
- Motor d'enfocament: USM (Motor d'enfocament ultrasònic, ràpid i silenciós)
- Estabilitzador d'imatge de 5,5 passes
- Distància mínima d'enfocament: 70cm
- Rosca de 82mm
- La qualitat òptica pràcticament no varia de f/2.8 a f/11.[3]

## Construcció
- Consta de dos botons programables.[3]
- El diafragma consta de 9 fulles, i les 17 lents de l'objectiu estan distribuïdes en 12 grups.[1]
- Consta de dos lents de fluorita (per resistir la brutícia i taques), de tres lents d'ultra baixa dispersió, un revestiment super spectra i un revestiment d'esfera d'aire (ajuden a reduir els efectes fantasma).[4][5]

## Accessoris compatibles[6]
- Tapa E-82 II
- Parasol ET-88B
- Filtres de 52mm
- Tapa posterior RF
- Funda LP1319